# غریب وال
غریب وال (به انگلیسی: Gharibwal) یک روستا در پاکستان است که در ناحیه جهلم واقع شده‌است.